# Kawohl Verlag
Der Kawohl Verlag ist ein 1970 von Reinhard Kawohl gegründeter Verlag christlicher Literatur, Kalender, Poster und Geschenkartikel in Wesel.

## Geschichte
Den initialen Gedanken einer eigenen Verlagsgründung erhielt Reinhard Kawohl durch den Theologen Klaus Vollmer, als Kawohl ihn bei einem regionalen Jugendtag im Niederrhein darauf ansprach, dass seine Predigten gedruckt gehörten. 1970 gründete Reinhard Kawohl in Wuppertal daraufhin den Verlag für Jugend und Gemeinde und brachte die Predigtniederschriften unter dem Titel Leben – wozu? heraus. Er betrieb den Verlag zunächst sieben Jahre lang nebenberuflich, bis die kontinuierlich wachsende Arbeit dies 1977 unmöglich machte. Ende 1975 verlegte der Verlag seinen Standort nach Wesel.
1997 erweiterte der Kawohl Verlag sein Programm um die Edition Hintermann, die aus der Geschäftsaufgabe des Hintermann-Verlags hervorging.
Anfang 1998 wurde der durch Margarete Hühnerbein gegründete Felsenfest-Musikverlag aus Würzburg als Kommanditgesellschaft Teil des Kawohl Verlages. Unter dem Slogan „Hören – singen – entdecken“ veröffentlichte das Label Felsenfest (LC 03623) seither christliche Musikproduktionen von Sängern wie Hella Heizmann, Lisa Shaw und Judy Bailey sowie Produzenten wie Johannes Nitsch und Hans-Werner Scharnowski. Bis 2004 erschienen außerdem alljährlich die Jahreslieder rund um die jeweils aktuelle Jahreslosung. Im Kinderprogramm erscheint neben Musicals und Hörspielen seit 2008 Die Erzählbibel von Werner Hoffmann.
Ferner entstand 1998 eine Vertriebsvereinbarung mit einem befreundeten Importeur israelischer Produkte, die heute zur Produktschiene Kawohl Shalom ausgebaut ist, welche unterschiedlichste Produkte ausschließlich aus Israel vertreibt.
Der Kawohl Verlag ist heute vor allem für seine christlichen Bildproduktionen und über 140 unterschiedliche Kalenderformate bekannt, die Bibeltexte und geistliche Worte mit Fotografien oder Grafiken kombinieren und Gebrauch in privater und kirchlicher Umgebung in öffentlichen Gebäuden wie Krankenhäusern Verwendung finden. Des Weiteren spezialisierte sich der Kawohl Verlag auf die Herstellung von Grußkarten und veröffentlicht Geschenkbücher und Bildbände von unter anderem Peter Strauch, Elke Werner, Petra Würth und Johannes Hansen.
Zur Kawohl-Verlagsgruppe gehört seit 2013 auch der mediaKern-Verlag, der 2010 von Verleger Karlheinz Kern in Friesenheim (Baden) gegründet wurde, der zuvor langjähriger Leiter des Johannis-Verlag war. Mit der Schließung der Außenstelle in Meißenheim im Juni 2021 wird der mediaKern Verlag vom Stammhaus aus weitergeführt.
Auch ist die Kawohl-Verlagsgruppe Gesellschafter beim Blickfeld-Katalog. Mit dem Sortiment, das einige tausend Produkte umfasst, werden etwa 1.000 Buchhändler, 600 Büchertische in Gemeinden und bis zu 100.000 Privatkunden beliefert. Das Unternehmen beschäftigt 2017 40 Mitarbeiter.
Am 2. Juni 2017 wurde bekannt, dass der Kawohl Verlag und der Verlag der Francke-Buchhandlung (Marburg) jeweils 50 % des  Brunnen Verlags, einschließlich der ALPHA-Buchhandlungen und des Logistikunternehmens ChrisMedia GmbH (Staufenberg bei Gießen), übernommen haben.

## Diskografie

### RKW
Unter dem Label RKW veröffentlichte der damalige Reinhard Kawohl Verlag für Jugend und Gemeinde seine ersten Schallplatten und Tonkassetten.

#### LP 19.200 ff. / MC 89.200 ff.
| Präfix | Präfix | Nr. | Titel | Interpreten | Jahr | Anmerkungen |
| LP     | MC | Nr. | Titel | Interpreten | Jahr | Anmerkungen |
| ------ | --- | --- | --- | --- | ---- | ----------- |
| 19     | | 250 | Morgenglanz der Ewigkeit | Gemischter Chor und Posaunenquartett der Landeskirchlichen Gemeinschaft Wuppertal, Varresbeck Vereinigter Männerchor der Freien evangelischen Gemeinde Wuppertal-Elberfeld und der Landeskirchlichen Gemeinschaft Wuppertal Beckedorfer Jugendchor | 19?? |             |
| 19     | Morgenglanz der Ewigkeit • Lass du mich stille werden • Ich sah einen neuen Himmel • Wenn der Herr die Gefangenen (Wenn der Herr die Gefangenen Zions erlösen wird) • Näher, noch näher • Warum sollt ich mich denn grämen • Näher, mein Gott, zu dir • Nun gib uns Pilgern aus der Quelle • Ich hab von ferne • Es gibt ja doch nur einen Weg • Und wollte alles wanken • Brich herein, süßer Schein | 250 | | Gemischter Chor und Posaunenquartett der Landeskirchlichen Gemeinschaft Wuppertal, Varresbeck Vereinigter Männerchor der Freien evangelischen Gemeinde Wuppertal-Elberfeld und der Landeskirchlichen Gemeinschaft Wuppertal Beckedorfer Jugendchor | 19?? |             |
|        | |     | | |      |             |
| 19     | | 252 | Jesu, meiner Freuden Freude | Gemischter Chor der Landeskirchlichen Gemeinschaft Wuppertal, Varresbeck | 19?? |             |
| 19     | Jesu, meiner Freuden Freude • Du, Gott, bist meines Lebens (Du, Gott, bist meines Lebens selge Ruh) • Ich lag in tiefer Todesnacht (Ich steh an deiner Krippen hier) • Getröst! Getröst! Wir sind erlöst • Dankt, dankt dem Herrn, jauchzt (Dankt, dankt dem Herrn, jauchzt, volle Chöre) • O Jesu Christ, mein Gott und Herr • Wach auf, wach auf! Der neue Tag ist da • Menschen, die zu Jesus fanden • Jesu, meine Freude (Jesu, meine Freude, meines Herzens Weide) • Wir loben dich, Herr Jesu Christ • Ich will dem Herren singen • Welch Glück ist’s, erlöst zu sein • Du hast gesagt: „Ich bin der Weg“ • In dir ist Freude • Herr, dir sei Preis | 252 | | Gemischter Chor der Landeskirchlichen Gemeinschaft Wuppertal, Varresbeck | 19?? |             |
| 19     | | 253 | Rühmet den König | Chor des Albrecht-Bengel-Hauses | 19?? |             |
| 19     | Rühmet den König • Gelobt sei Israels Gott • Nun vergesst der Traurigkeit • Herzliebster Jesu, was hast du verbrochen • Christ lag in Todesbanden • Nun bitten wir den Heiligen Geist • Das ist das ewige Leben • Herr, ich glaube, hilf mir Schwachen • Herr, deine Liebe ist wie Gras und Ufer • Der neue Psalm 23 • Herr, deine Güte • Singet dem Herrn ein neues Lied • Jauchzt dem Herrn, alle Welt • Lobet den Herren, alle Heiden • Wohl denen, die da wandeln • Rufe mich an in der Not • Lobt Gott in seinem Heiligtum • Aus meines Herzens Grunde • Aller Augen warten auf dich, Herre • Hinunter ist der Sonnen Schein                         | 253 | | Chor des Albrecht-Bengel-Hauses | 19?? |             |
| 19     | 89 | 254 | Das ewge Licht geht da herein Chor- und Instrumentalmusik für die Weihnachtszeit | Auswahlchor des Evangelischen Sängerbundes unter der Leitung von Reinhold Weber Wilfried Mann Hans Kunz – Orgel Cornelia Tietz – Blockflöte Karl-Heinz Eckardt – Sprecher                                                                          | 19?? |             |
| 19     | 89 | 254 | O Heiland, reiß die Himmel auf (Männerchor) • Wach auf vom Schlaf • Der König kommt (Wilfried Mann) • Wie soll ich dich empfangen • Sonata Prima für Sopranblockflöte und Basso continuo von Dario Castello • Ich lag in tiefer Todesnacht (Ich steh an deiner Krippen hier) • Vom Himmel hoch (Vom Himmel hoch, da komm ich her) / Ehre sei Gott • Largo aus der Sonate c-Moll für Altflöte und Basso continuo von Francesco Barsanti • Nun singet und seid froh • Ermuntre dich, mein schwacher Geist • Es ist ein Ros entsprungen • Lobt Gott, ihr Christen • Cantilene F-Dur aus Sonate Nr. 11 (op. 148) von Joseph Gabriel Rheinberger | Auswahlchor des Evangelischen Sängerbundes unter der Leitung von Reinhold Weber Wilfried Mann Hans Kunz – Orgel Cornelia Tietz – Blockflöte Karl-Heinz Eckardt – Sprecher                                                                          | 19?? |             |
| 19     | | 255 | Mit Jesus alle Tage | ? | 19?? |             |
| 19     | Mit Jesus alle Tage • In keinem andern ist das Heil • Jesu, geh voran • Gott hat die Fülle • Kommet her zu mir • Liebster Jesu, wir sind hier • Herr, deine Güte • So glaubt es doch • Du hast gesagt, du seist das Licht • Und türmen sich Wolken • Einer trag des andern Last • Mein Name steht geschrieben • Du meine Seele, singe • Ich weiß, dass mein Erlöser lebt • So wie ich bin, komm ich zu dir • Such, wer da will, ein ander Ziel • Jesus Christus, gestern, heute und in Ewigkeit | 255 | | ? | 19?? |             |

#### Young Live – LP 15.000 ff.
| Präfix | Präfix | Nr. | Titel                                           | Interpreten | Jahr | Anmerkungen                                                                                  |
| LP     | MC | Nr. | Titel                                           | Interpreten | Jahr | Anmerkungen                                                                                  |
| ------ | --- | --- | ----------------------------------------------- | ----------- | ---- | -------------------------------------------------------------------------------------------- |
| 15     | | 151 | Fietz-Team Sing In Das Fietz-Team singt mit uns | Fietz-Team  | 197? | Live-Mitschnitt vom „Sing In“, einem Offenen Singen während des Jugendtags Niederrhein, 197? |
| 15     | On My Way To Heaven • Seht, man musste sie begraben • Oh Freedom, Oh Freedom • Wohin soll ich gehn? • Wir tragen viele Masken • The Gospel Train • Pharisäer • Er spricht zu uns • Lass uns alle lieben • We Shall Overcome | 151 |                                                 | Fietz-Team  | 197? | Live-Mitschnitt vom „Sing In“, einem Offenen Singen während des Jugendtags Niederrhein, 197? |

### Kawohl Music
Das Label Kawohl Music veröffentlichte Musikproduktionen unter dem Labelcode 02742.

#### CD 35.850 ff. / MC 35.800 ff.
| Präfix | Nr. | Nr. | Nr. | Titel                                                                                      | Interpreten | Jahr | Anmerkungen                                |
| Präfix | CD  | MC | PB | Titel                                                                                      | Interpreten | Jahr | Anmerkungen                                |
| ------ | --- | --- | --- | ------------------------------------------------------------------------------------------ | --- | ---- | ------------------------------------------ |
| 35     | 851 | | | P.S.: Lebens-Lieder                                                                        | Hans Werner Scharnowski (Konzept) 1 Manfred Siebald 2 Elke Klein 3 Thea Eichholz 4 Bernd-Martin Müller 5 Beate Ling 6 Wilfried Lill 7 Ruthild Wilson 8 Eberhard Rink 9 Christian Löer Hans-Werner-Scharnowski-Studiochor | 1996 |                                            |
| 35     | 851 | [1] Kommt, atmet auf1; 2 • [2] Wir wollen singen vom strahlenden Licht • [3] Du sollst nicht müde werden (Wir werden sein wie Träumende) (Wir werden sein wie die Träumenden) • [4] Herr, wir bitten: Komm und segne uns (Strophe 1) [Version 1996]? • [5] Unser Vater im Himmel wird dich tragen3; 4 • [6] Wohl dem, der nicht wandelt • [7] Jesus, wir sehen auf dich • [8] Gott wurde arm für uns [Remix 1996 der Originalaufnahme aus Hänssler Music – MC-Nr. 96.431] • [9] Herr, wir bitten: Komm und segne uns (Strophe 2) [Version 1996]5; 6 • [10] Du bist Immanuel7; 8 • [11] Wir heißen deine Kinder6 • [12] Die Gott lieben [aus Hänssler Music – MC-Nr. 96.409] • [13] Die Sonne sinkt, die Gnade nicht7; 4 • [14] Es wird Abend8 • [15] Herr, wir bitten: Komm und segne uns (Strophe 3) [Version 1996]9 | |                                                                                            | Hans Werner Scharnowski (Konzept) 1 Manfred Siebald 2 Elke Klein 3 Thea Eichholz 4 Bernd-Martin Müller 5 Beate Ling 6 Wilfried Lill 7 Ruthild Wilson 8 Eberhard Rink 9 Christian Löer Hans-Werner-Scharnowski-Studiochor | 1996 |                                            |
| 35     | 852 | 802 | | Stille im Sturm                                                                            | Jörg Swoboda | 1996 |                                            |
| 35     | 852 | 802 | [1] Die Frauen früh am Morgen • [2] Flieg auf den Flügeln der Freude • [3] Stille im Sturm • [4] Geh meiner Seele auf den Grund • [5] So mancher brach zum Ziel auf • [6] Jesus, ich nehm dich jetzt beim Wort • [7] Mensch, ärgere dich nicht • [8] Wendet euch zu Gott • [9] Jesus, komm bald • [10] Lass deine großen Sprünge • [11] Total verliebt • [12] Gottes Liebe stellt alles in den Schatten • [13] Gott lässt uns alle erleben |                                                                                            | Jörg Swoboda | 1996 |                                            |
| 35     | 853 | | | Lass uns Freunde sein                                                                      | Manfred Siebald & Kinder | 1996 | Kinderchor unter der Leitung von Doris Loh |
| 35     | 853 | [1] Lass uns Freunde sein • [2] Hereinspaziert • [3] Der Käfer Max • [4] Boa constrictor • [5] Die Bäume rauschen im Wind • [6] Mit Hallo und Hauruck • [7] Stell dir mal vor • [8] Ballade vom harten Frühstücksei • [9] Wer hätte das gedacht? • [10] Da pfeif ich drauf • [11] Brummkreisel • [12] Immer sauber kann man gar nicht sein • [13] Lied vom verlorenen Groschen • [14] Es raunt der Hahn der Henne zu | |                                                                                            | Manfred Siebald & Kinder | 1996 | Kinderchor unter der Leitung von Doris Loh |
| 35     | 854 | | | 63,6                                                                                       | Marlies Nicolmann | 1996 |                                            |
| 35     | 854 | [1] Geh auf die Knie • [2] Frau Nachbarin • [3] Glückshändler • [4] Morgenlied • [4] Trommeltanz • [5] Hanna • [6] Ist denn keiner hier • [7] So durcheinander • [8] No Higher Calling • [9] Ich liebe dich • [10] Hamtokera | |                                                                                            | Marlies Nicolmann | 1996 |                                            |
| 35     | 856 | | | Völlig anders als erwartet Musikalische Überraschungen für die Advents- und Weihnachtszeit | Hans Werner Scharnowski (Konzept) 1 Hella Heizmann 2 Mathias Hermann 3 Carola Rink 4 Eberhard Rink 5 Wilfried Lill 6 Rainer Bärensprung 7 Brassmen                                                                       | 1997 |                                            |
| 35     | 856 | [1] Völlig anders als erwartet • [2] Medley: In der Stille der Nacht / O göttliches Kindlein / Kommt, ihr lieben Kinder / Der Heiland ist geboren / Als ich bei meinen Schafen wacht • [3] Christmas Crackers 1 • [4] Augen auf • [5] Heilige Nacht • [6] In dieser Nacht • [7] Sternenlicht • [8] Medley: Herbei, o ihr Gläubigen / Zu Bethlehem geboren / Auf, Seele, auf und säume nicht / Kommt und lasst uns Christum ehren | |                                                                                            | Hans Werner Scharnowski (Konzept) 1 Hella Heizmann 2 Mathias Hermann 3 Carola Rink 4 Eberhard Rink 5 Wilfried Lill 6 Rainer Bärensprung 7 Brassmen                                                                       | 1997 |                                            |
| 35     | 857 | | | Jahreslieder 1                                                                             | Hans Werner Scharnowski (Konzept) 1 Ingo Beckmann 2 Bernd-Martin Müller 3 Werner Hoffmann 4 Beate Ling 5 Thea Eichholz                                                                                                   | 1997 |                                            |
| 35     | 857 | [1] Lebt in der Liebe • [2] Sei mutig und stark! • [3] Mit dem Herzen sehen • [4] Bleiben, wachsen, reifen • [5] Wenn das Gewissen uns verklagt • [6] Treib mit Gott keinen Spott • [7] Liebe ist stark wie der Tod • [8] Deine Nähe macht mich froh • [9] Durch dich • [10] Gott breitet seine Arme aus • [11] Du hast das Jahr gekrönt • [12] Erbarme dich • [13] Es wird nicht dunkel bleiben | |                                                                                            | Hans Werner Scharnowski (Konzept) 1 Ingo Beckmann 2 Bernd-Martin Müller 3 Werner Hoffmann 4 Beate Ling 5 Thea Eichholz                                                                                                   | 1997 |                                            |
|        |     | | |                                                                                            | |      |                                            |
| 35     | 862 | | | Musik als Poesie Kammermusik von Brahms bis Britten – für Viola und Klavier                | Daniela Kohnen (Viola) Holger Blüder (Klavier) | 1997 |                                            |
| 35     | 862 | Sonate f-Moll (op. 120, Nr. 1) von Johannes Brahms • Konzertstück für Viola und Klavier von Georges Enesco • Legenden von Heinrich von Herzogenberg • Lachrymae von Benjamin Britten | |                                                                                            | Daniela Kohnen (Viola) Holger Blüder (Klavier) | 1997 |                                            |
|        |     | | |                                                                                            | |      |                                            |
| 35     | 867 | | | Dreist                                                                                     | Doppelpunkt | 1997 |                                            |
| 35     | 867 | [1] Dreist • [2] Ein Stück Himmel • [3] Mister Labalaba • [4] Pass auf, kleiner Bürger • [5] Gruppies • [6] Musiker • [7] Gott kommt zu uns • [8] Gedankenreise • [9] Keiner ist’s gewesen • [10] Geld oder Leben • [11] Genug • [12] Gute-Nacht-Lied | |                                                                                            | Doppelpunkt | 1997 |                                            |
| 35     | 868 | | | Jahreslieder 2                                                                             | Hans Werner Scharnowski (Konzept) Jürgen Werth (Sprecher) | 1998 |                                            |
| 35     | 868 | [1] Alle Tage, alle Nächte • [2] Es ist gut • [3] Hoffnung lässt die Flügel wachsen • [4] Gott ist für uns • [5] Er ist der Herr • [6] Gott ist mit uns (noch nicht am Ziel) (Gott ist mit uns noch nicht am Ziel) • [7] Die großen Taten des Herrn • [8] Es geht um Gott • [9] Worte • [10] Wie ein Kind • [11] Für Ernte und Erfolg gilt ihm der Dank • [12] Halt dich fest • [13] Sucht mit aller Kraft | |                                                                                            | Hans Werner Scharnowski (Konzept) Jürgen Werth (Sprecher) | 1998 |                                            |
| 35     | 869 | | | Ein Engel? Ein Musical von Christa Merle und Sonja Kitsch                                  | Christa Merle Ohrwürmer | 1998 |                                            |
| 35     | 869 | [1] Intro • [2] Stern dort am Himmel • [3] Engel • [4] Halleluja Choral • [5] Ehr sei Gott • [7] Flieg hinaus • [8] Superteam • [9] Unbegreiflich • [10] Viel weiter • [11] Du bist so stark • [12] Mensch, du schaffst es • [13] Bei Gott • [14] Trau dich • [15] Trau dich (Reprise) • [16] Ich kann’s kaum glauben • [17] Nur im Traum Megamix (Nur-im-Traum-Megamix) | |                                                                                            | Christa Merle Ohrwürmer | 1998 |                                            |
|        |     | | |                                                                                            | |      |                                            |
| 35     | 871 | | | Hot Hymns Party – Live Die alten Kirchenhits im Sound der Jahrtausendwende                 | Volker Dymel Gisela Berski Bachstreet Boys Hot And The Gang | 1998 |                                            |
| 35     | 871 | [1] What A Friend We Have In Jesus • [2] Ist’s wahr, dass Jesus starb für mich? • [3] Zum Himmel schaue ich • [4] Du bist all mein Verlangen • [5] Ave Maria • [6] Glory, Glory • [7] In dir ist Freude • [8] Möchtest du los sein? • [9] Holy, Holy, Holy • [10] Danke, Jesus! • [11] Nun danket alle Gott • [12] How Great Thou Art | |                                                                                            | Volker Dymel Gisela Berski Bachstreet Boys Hot And The Gang | 1998 |                                            |
| 35     | 872 | | | If I Had Wings                                                                             | Christians at Work | 1998 |                                            |
| 35     | 872 | [1] Gospel Train • [2] If I Had Wings • [3] Get Ready • [4] Wie ein sanftes Sausen • [5] Alles • [6] What If Love Is The Reason • [7] Es ist wahr • [8] I Believe • [9] So wie sie • [10] Wo bist du • [11] Komm, wir leben • [12] Mein Gott | |                                                                                            | Christians at Work | 1998 |                                            |
| 35     | 873 | | | Jahreslieder 3                                                                             | Hans-Werner Scharnowski (Konzept) 1 Andreas Volz 2 Lothar Kosse 3 Ingo Beckmann | 1999 |                                            |
| 35     | 873 | [1] Wenn wir Gott von ganzem Herzen suchen • [2] Wir sind noch recht bei Trost • [3] Erschienen • [4] Weg, Wahrheit und Leben • [5] In der Welt habt ihr Angst • [6] Gebt der Hoffnung ein Gesicht • [7] Freiheit wagen • [8] Herr, deine Güte reicht • [9] Wenn du schweigst, Herr, will ich schweigen • [10] Geh den guten Weg • [11] Er wurde arm • [12] Gott verspricht, sein Volk zu heilen • [13] Sonne aus der Höhe | |                                                                                            | Hans-Werner Scharnowski (Konzept) 1 Andreas Volz 2 Lothar Kosse 3 Ingo Beckmann | 1999 |                                            |
| 35     | 874 | | | Hier bin ich Pro-Christ 2000                                                               | Johannes Nitsch (Konzept) 1 Andrea Adams-Frey 2 Anja Lehmann Pro-Christ-Combo | 1999 |                                            |
| 35     | 874 | [1] Hier bin ich [Pro-Christ-Version 2000]1 • [2] Down By The Riverside • [3] Pastorale • [4] Medley: Take My Hand, Precious Lord / Deep River • [5] Solfeggietto • [6] Wer gibt mir Liebe • [7] I Go To The Rock • [8] Ungarischer Tanz Nr. 4 • [9] Amazing Grace • [10] Heimat finden • [11] Fabi • [12] Am Ende der Welt | |                                                                                            | Johannes Nitsch (Konzept) 1 Andrea Adams-Frey 2 Anja Lehmann Pro-Christ-Combo | 1999 |                                            |

### Felsenfest
Im Musiklabel Felsenfest erscheinen unter dem Labelcode 03623 Tonträgerveröffentlichungen diverser christlicher Musiker und Künstler wie Johannes Nitsch, Werner Hoffmann, Hans-Werner Scharnowski oder Hella Heizmann.

#### CD / MC 943.100 ff.
| Präfix | Nr. | Nr. | Nr. | Titel | Interpreten | Jahr | Anmerkungen |
| Präfix | CD  | MC | PB | Titel | Interpreten | Jahr | Anmerkungen |
| ------ | --- | --- | --- | --- | --- | ---- | --- |
| 943    | 101 | | | Felsenfest Musikalische Fenster zur Bergpredigt | Johannes Nitsch (Konzept) Christoph Zehendner (Konzept) Manfred Staiger (Konzept) 1 Beate Ling 2 Johannes Nitsch 3 Christoph Zehendner Christians at Work               | 1994 | Ebenfalls verwendete Katalognummer: CD 27.255-2 |
| 943    | 101 | [1] Intro • [2] Die sind zu beneiden • [3] Salz und Licht • [4] Gottes gute Ordnung • [5] Vollkommen wie er • [6] Wie soll ein Mensch das schaffen • [7] Beten • [8] Unser Vater • [9] Heute und morgen • [10] Sorgt euch nicht • [11] Beschenkt • [12] So fromm • [13] Splitter und Balken • [14] Wenn ihr bittet • [15] All das • [16] Die Tür • [17] Felsenfest                                                          | | | Johannes Nitsch (Konzept) Christoph Zehendner (Konzept) Manfred Staiger (Konzept) 1 Beate Ling 2 Johannes Nitsch 3 Christoph Zehendner Christians at Work               | 1994 | Ebenfalls verwendete Katalognummer: CD 27.255-2 |
|        |     | | | | |      | |
| 943    | 143 | | | Saitenfeuer Moderne akustische Gitarrenmusik – instrumental | Hirsch & Palatzky (Gitarren) | 1997 | |
| 943    | 143 | [1] Saitenfeuer • [2] So oder so • [3] Magic Moments • [4] Stay Young • [5] Augenblicke • [6] Little Bird • [7] Noche Klara • [8] Arabia • [9] Rosarot • [10] Children of Durres • [11] New strings • [12] Long day | | | Hirsch & Palatzky (Gitarren) | 1997 | |
| 943    | 144 | | | Pianosolo Acoustic reflections – instrumental | Johannes Nitsch (Piano) | 1998 | |
| 943    | 144 | [1] Blütenpracht • [2] Sonniger Tag • [3] Lotusland • [4] Zärtlichkeit • [5] Lebensfreude • [6] Freunde • [7] Dankbarkeit • [8] Israel-Medley • [9] Gezeitenwechsel • [10] Schuldlos schuldig • [11] Erlöser • [12] Versöhnung | | | Johannes Nitsch (Piano) | 1998 | |
|        |     | | | | |      | |
| 943    | 151 | 152 | 153 | Folgen Lieder zum Lukas-Evangelium | Johannes Nitsch (Konzept) 1 Andrea Adams-Frey 2 Beate Ling 3 Johannes Nitsch 4 Christoph Zehendner ERF-Studiochor                                                       | 1996 | Gemeinschaftsprojekt zum Christival 1996 von Manfred Staiger (Musik), Johannes Nitsch (Musik), Jürgen Werth (Text), Albrecht Gralle (Text) und Christoph Zehendner (Text) |
| 943    | 151 | 152 | 153 | [1] Du kommst3; 4 • [2] Eine Nacht2 • [3] Gott greift ein3 • [4] Levi1 • [5] Folgen1; 2; 3; 4 • [6] Hilfe1 • [7] Wie ein Weizenfeld2 • [8] Christus4 • [9] Barmherzigkeit2; 3 • [10] Wer Jesus folgt1 • [11] Reich4 • [12] Hoffnung3 • [13] Gefunden2 • [14] Schuldlos schuldig1 • [15] Jesus lebt4 • [16] Ins Tal1; 2; 3; 4 | Johannes Nitsch (Konzept) 1 Andrea Adams-Frey 2 Beate Ling 3 Johannes Nitsch 4 Christoph Zehendner ERF-Studiochor                                                       | 1996 | Gemeinschaftsprojekt zum Christival 1996 von Manfred Staiger (Musik), Johannes Nitsch (Musik), Jürgen Werth (Text), Albrecht Gralle (Text) und Christoph Zehendner (Text) |
|        |     | | | | |      | |
| 943    | 161 | | | Wundernacht – Sonnenstern Weihnachtsmusik – instrumental | Johannes Nitsch (Keyboards und Piano) | 1997 | |
| 943    | 161 | [1] Engel bringen frohe Kunde • [2] What Child Is This • [3] Cantemos • [4] Der Stern • [5] Es ist ein Ros entsprungen • [6] Wundernacht – Sonnenstern • [7] Ich steh an deiner Krippen hier • [8] O come, o come Emanuel • [9] Como busca el tierno infante • [10] Freue dich, Welt • [11] Maria durch ein Dornwald ging • [12] Kommt und lasst uns Christum ehren • [13] Do your hear what I hear • [14] Away in a manger | | | Johannes Nitsch (Keyboards und Piano) | 1997 | |
|        |     | | | | |      | |
| 943    | 171 | 172 | | Hoffnungsland Lieder über ein Volk auf dem Weg | Jürgen Werth (Konzept und Text) Johannes Nitsch (Konzept und Musik) Hans-Werner Scharnowski (Konzept und Musik) 1 Anja S. Lehmann* 2 Stephanie Heinen** 3 Ingo Beckmann | 1998 | * Name bei Initialveröffentlichung: „Anja Lehmann“; ** Name bei Initialveröffentlichung: „Stephanie Klein“                                                                |
| 943    | 171 | 172 | [1] Instrumental-Intro • [2] Durch die Wüste • [3] Such dir bitte einen andern • [4] Wer nicht hören will, wird sehen • [5] Schnell weg • [6] Du bist stärker • [7] Unser Gott ist treu wie Gold • [8] Hör auf Gott, hör auf die Welt • [9] Tausendmal verraten • [10] Gebote • [11] Gott nimmt unser Wandern auf sein Herz • [12] Zeichen • [13] Warum? • [14] Gelobtes Land • [15] Nichts ist vergesslicher als Dankbarkeit • [16] Sie sind nicht meine Kinder • [17] Du bist der Herr | | Jürgen Werth (Konzept und Text) Johannes Nitsch (Konzept und Musik) Hans-Werner Scharnowski (Konzept und Musik) 1 Anja S. Lehmann* 2 Stephanie Heinen** 3 Ingo Beckmann | 1998 | * Name bei Initialveröffentlichung: „Anja Lehmann“; ** Name bei Initialveröffentlichung: „Stephanie Klein“                                                                |

### CD / MC 943.200 ff.
| Präfix | Nr. | Nr. | Nr. | Titel                                                               | Interpreten | Jahr | Anmerkungen |
| Präfix | CD  | MC | PB  | Titel                                                               | Interpreten | Jahr | Anmerkungen |
| ------ | --- | --- | --- | ------------------------------------------------------------------- | --- | ---- | --- |
| 943    | 251 | |     | Er hört dein Gebet Lieder für den Gottesdienst                      | Manfred Staiger (Konzept) Christoph Zehendner (Konzept) 1 Andrea Adams-Frey 2 Christoph Zehendner 3 Bernd-Martin-Müller-Studiochor*                        | 1998 | * Keine namentliche Spezifizierung bei Initialveröffentlichung |
| 943    | 251 | [1] Vater, Sohn und Heiliger Geist • [2] Friedensgruß • [3] Zwei oder Drei • [4] Erbarme dich (Kyrie) • [5] An Gott (Credo) • [6] Ein Fest für Leib und Seele • [7] Beten • [8] Lernen von dir • [9] Dein Wort • [10] Nicht vergeblich • [11] Heilig • [12] Essen und Trinken (Abendmahlslied) • [13] Gott hört dein Gebet • [14] Unser Vater • [15] Segne uns, o Herr |     |                                                                     | Manfred Staiger (Konzept) Christoph Zehendner (Konzept) 1 Andrea Adams-Frey 2 Christoph Zehendner 3 Bernd-Martin-Müller-Studiochor*                        | 1998 | * Keine namentliche Spezifizierung bei Initialveröffentlichung |
|        |     | |     |                                                                     | |      | |
| 943    | 259 | | 261 | Ewigkeit fällt in die Zeit Ein Pop-Oratorium zur Christusgeschichte | Johannes Nitsch (Konzept) Helmut Jost 1 Ruthild Wilson 2 Danny Plett 3 Helmut Jost 4 Eberhard Rink 5 Cae Gauntt 6 David Thomas Helmut-Jost-Studiochor (?)* | 1999 | * Keine namentliche Spezifizierung bei Initialveröffentlichung; Gemeinschaftsprojekt von Johannes Nitsch und Helmut Jost zur Jahrtausendfeier Jesus Celebration 2000 der Evangelischen Kirche im Rheinland und von Westfalen |
| 943    | 259 | [1] Ouvertüre • [2] Aus Liebe geträumt1; 2 • [3] Mach dich auf3; 4 • [4] Unterwegs zur Freiheit3; 4 • [5] An den Flüssen von Babylon5; 1 • [6] Gott kommt zur Welt • [7] Oh Happy Day6 • [8] Jesus tut Wunder5; 4; 6 • [9] Es wurmt sie • [10] Gottes Lamm / O Haupt voll Blut und Wunden4 • [11] Verschlungener Sieg5 • [12] Erneuert und befreit4 • [13] Liebe und Macht1; 3 • [14] Die Krone der Schöpfung / Großer Gott, wir loben dich • [15] Ewigkeit fällt in die Zeit2; 3 | 261 |                                                                     | Johannes Nitsch (Konzept) Helmut Jost 1 Ruthild Wilson 2 Danny Plett 3 Helmut Jost 4 Eberhard Rink 5 Cae Gauntt 6 David Thomas Helmut-Jost-Studiochor (?)* | 1999 | * Keine namentliche Spezifizierung bei Initialveröffentlichung; Gemeinschaftsprojekt von Johannes Nitsch und Helmut Jost zur Jahrtausendfeier Jesus Celebration 2000 der Evangelischen Kirche im Rheinland und von Westfalen |
|        |     | |     |                                                                     | |      | |
| 943    | 269 | |     | Jahreslieder 4 Lieder für den Gottesdienst                          | Hans-Werner Scharnowski (Konzept) Hans-Werner-Scharnowski-Studiochor*                                                                                      | 2000 | * Keine namentliche Spezifizierung bei Initialveröffentlichung; Doppel-Tonträger: Tonträger 2 beinhaltet Playback-Versionen aller Musiktitel                                                                                 |
| 943    | 269 | [1] In Christus • [2] Alles, was ihr erwartet • [3] Von ganzem Herzen lieben • [4] Öffne dein Herz • [5] Warum sucht ihr • [6] Wahrheit und Liebe • [7] Gott hat uns den Frieden verkündet • [8] Denkt jeder nur an sich selber • [9] Schatz im Himmel • [10] Dann wächst ein Baum • [11] Für den einen Menschen • [12] Gott spricht: ich will • [13] Der Herr ist treu! |     |                                                                     | Hans-Werner Scharnowski (Konzept) Hans-Werner-Scharnowski-Studiochor*                                                                                      | 2000 | * Keine namentliche Spezifizierung bei Initialveröffentlichung; Doppel-Tonträger: Tonträger 2 beinhaltet Playback-Versionen aller Musiktitel                                                                                 |

### CD / MC 943.300 ff.
| Präfix | Nr. | Nr. | Nr. | Titel                                       | Interpreten                | Jahr | Anmerkungen |
| Präfix | CD  | MC | PB  | Titel                                       | Interpreten                | Jahr | Anmerkungen |
| ------ | --- | --- | --- | ------------------------------------------- | -------------------------- | ---- | ----------- |
| 943    | 355 | |     | Im Glanz der Panflöte Melodien des Glaubens | Eduard Kitzmann (Panflöte) | 2014 |             |
| 943    | 355 | [1] Ich bin bei dir • [2] Er ist der Erlöser • [3] Jesus, zieh zum Kreuze mich • [4] Näher, mein Gott, zu dir • [5] Danny Boy • [6] Bleibend in deiner Treu • [7] Jerusalem, die heilige Stadt • [8] Lobe den Herrn, meine Seele • [9] Weiß ich den Weg auch nicht • [10] Noch ehe die Sonne am Himmel stand • [11] Das alt’ raue Kreuz (Dort auf Golgatha stand) • [12] So nimm denn meine Hände |     |                                             | Eduard Kitzmann (Panflöte) | 2014 |             |
| 943    | 356 | |     | Wie ein frischer Wind                       | Christoph Glumm            | 2014 |             |
| 943    | 356 | [1] Schau zum Himmel • [2] Frischer Wind • [3] Dieser Moment • [4] Der Plan • [5] Dir vertraue ich • [6] Reden ist Gold • [7] Verborgen • [8] Geh deinen Weg • [9] Ihr schafft das schon allein • [10] Der Sammler • [11] Du hast mich getragen • [12] Der Himmel ist nah |     |                                             | Christoph Glumm            | 2014 |             |

### CD / MC 944.100 ff.
| Präfix | Nr. | Nr. | Nr. | Titel                        | Interpreten                         | Jahr | Anmerkungen                                                                  |
| Präfix | CD  | MC  | PB | Titel                        | Interpreten                         | Jahr | Anmerkungen                                                                  |
| ------ | --- | --- | --- | ---------------------------- | ----------------------------------- | ---- | ---------------------------------------------------------------------------- |
| 944    | 161 | 162 | | Pfiffig-frech – traurig-froh | Hella Heizmann und ihre Rasselbande | 1996 | Doppel-Tonträger: Tonträger 2 beinhaltet Playback-Versionen aller Musiktitel |
| 944    | 161 | 162 | [1] Jede Menge Töne • [2] Lass den Kopf nicht hängen • [3] Das Traumgespann • [4] Wer bittet, der wird beschenkt • [5] Mami weiß Bescheid • [6] Kaka-Du und Kaka-Sie • [7] Liebe kannst du nicht kaufen • [8] Es werden bessere Tage kommen • [9] Lieder machen was los • [10] Obstsalat • [11] Die Spinne • [12] Was können Menschen dir tun • [13] Affenliebe • [14] Da ist der Bär los • [15] In dieser Nacht • [16] Sag dir einfach nochmal „Danke“ |                              | Hella Heizmann und ihre Rasselbande | 1996 | Doppel-Tonträger: Tonträger 2 beinhaltet Playback-Versionen aller Musiktitel |